# Estenelides
Estenelides (en llatí Sthenelaidas, en grec antic Σθενελαίδας) fou un dirigent espartà.
Va ocupat el càrrec d'èfor l'any 432 aC i en el congrés que en aquell any van tenir els espartans i els seus aliats, va demanar amb vehemència i amb èxit la declaració de guerra contra Atenes. Tucídides posa en la seva boca el discurs que va fer, segons l'eloqüència espartana, amb brevetat i simplicitat, i va ser el punt de sortida de la guerra del Peloponès. Va ser pare del general Alcàmenes de Lesbos.